# Раненые камни
«Раненые камни» — советский трёхсерийный телефильм 1987 года режиссёра Николая Засеева-Руденко.

## Сюжет
Во время революционных событий 1905 года на фоне забастовок и протестов рабочих в Грозном и Баку с фронта Русско-японской войны в родной балкарский аул Чегем возвращается солдат Аскер, сын Али, награждённый Георгиевским крестом за отвагу, проявленную при обороне Порт Артура. Вернувшись домой, Аскер вступает в конфликт с Ахматом, нукером князя Солтанбека, и бандой абрека Османа, терроризировавшей население Чегема и втайне покровительствуемой князем, а также даёт кров и защиту неожиданному гостю — сбежавшему с каторги русскому большевику Антону. Абрек Осман проявляет внимание к невесте Аскера — Мариам, дочери Асият, которая отвергает его ухаживания. Действия абрека Османа направлены не только против местного населения, но и против царской власти, поэтому после ограбления Османом почтового поезда у железнодорожной станции станицы Прохладная Аскер обращается за помощью в борьбе против бандитов к местным властям, отвезя в Нальчик коллективное прошение и попав на приём к жандармскому полковнику Рябцеву. Направленный Рябцевым для поимки большевика Антона отряд жандармов во главе с прапорщиком арестовывает Антона и Аскера, который по местным обычаям защищает своего гостя, но весь отряд гибнет на обратном пути при нападении банды абрека Османа. Осман узнает в Антоне своего старого товарища по каторге, делившегося с ним в заключении последним куском хлеба, и отпускает Антона и Аскера, предупредив Антона, чтобы он больше не появлялся в горах. Аскер узнаёт от Ахмата, что во время его службы в армии князь похитил его сестру Зарият и овладел ею силой. Аскер решает отомстить князю Солтанбеку, а заодно свести счеты с абреком Османом и вместе с большевиком Антоном уговаривает жителей Чегема объединиться для этой цели. Во время визита полковника Рябцева к Солтанбеку князь передаёт жандарму деньги — часть средств, похищенных при ограблении почтового поезда и переданных абреком Османом князю — и становится понятно, что ограбление поезда было совместным замыслом князя и коррумпированного полковника. Солтанбек делится с Рябцевым своими планами временно уехать из Балкарии и переждать смутное время. От старухи Назифат Аскер узнаёт, что его сестра умерла при родах, родив князю сына — Ануара, который воспитывался втайне от всех в доме князя, а также о планах князя уехать, забрав с собой сына. Аскер и Антон поднимают крестьянское восстание, во время которого гибнет Антон, крестьяне громят банду Османа, а Аскер убивает Османа и Солтанбека, забирая племянника — Ануара.

## В ролях
- Никита Джигурда — Аскер
- Бимболат Ватаев — Осман
- Барасби Мулаев — Солтанбек
- Игорь Слободской — Ахмат
- Ариадна Шенгелая — Асият
- Нато Шенгелая — Мариам
- Степан Старчиков — Антон, большевик
- Николай Олялин — Рябцев, полковник
- Юрий Критенко — ротмистр
- Гиви Джаджанидзе — Исмаил, кузнец
- Борис Кулиев — Даниял, плотник
- Азамат Кумыков — Ануар, сын Солтанбека
- Маржан Нурмагометова — Назифат
- Кукури Абрамишвили — Махмуд
- Вячеслав Воронин — железнодорожник
- Виктор Панченко — железнодорожник
- Николай Олейник — почтовый курьер
- Али Тухужев — аксакал
- Таубий Мизиев — эпизод
- Марк Расторгуев — эпизод
- Таймураз Джибилов — эпизод

## О фильме
Фильм снят по сценарию Эльдара Кулиева, сына выдающегося балкарского поэта Кайсына Кулиева, написанному по мотивам стихов его отца.
Съёмки проходили в горах Кабардино-Балкарии, в Нальчике, в доме поэта Кайсына Кулиева в Чегеме, в Чегемском ущелье, а также в Грузии — в Тбилиси и в горных районах.
Фильм стал дебютом актёра Никиты Джигурды, за который он был удостоен звания заслуженного артиста Кабардино-Балкарской АССР.
В 1988 году за создание фильма звания заслуженный деятель искусств Кабардино-Балкарской АССР были удостоены режиссёр Николай Засеев-Руденко и оператор Николай Журавлёв. 
Фильм, знаковый для Кабардино-Балкарии, занимает тридцатую строчку в ТОП-75 фильмов о Кавказе, снятых в СССР и России, начиная с 1920-х годов. В 2019 году режиссёр Андзор Емкужа назвал этот фильм, наряду с фильмом «Всадник с молнией в руке», — обязательным к просмотру фильмом о Кавказе.